# Plateosaurus
Plateosaurus („Breitweg-Echse“) ist eine basale (ursprüngliche) Gattung der sauropodomorphen Dinosaurier. Sie ist Typus- und namensgebende Gattung der Familie Plateosauridae. Funde dieser Tiere stammen aus der Obertrias (mittleres Norium bis Rhaetium), vor allem Mitteleuropas, und sind damit etwa 217 bis 201 Millionen Jahre alt.
Derzeit werden zwei Arten von Plateosaurus anerkannt: die Typusart P. engelhardti aus dem späten Norium und Rhaetium sowie die erdgeschichtlich etwas ältere Art P. gracilis aus dem frühen Norium. Systematik und Taxonomie der plateosauriden Dinosaurier sind allerdings noch immer umstritten, und es besteht eine Vielzahl von Gattungs- und Artsynonymen.
Der erste Fund eines Plateosaurus gelang 1834 Johann Friedrich Engelhardt in der Region Heroldsberg unweit von Nürnberg. Er übergab das Material dem Frankfurter Wirbeltier-Paläontologen Hermann von Meyer zur Bearbeitung. Dieser beschrieb es 1837 unter dem Namen Plateosaurus engelhardti. Damit war Plateosaurus der fünfte wissenschaftlich beschriebene Dinosaurier, wenn auch die Gattung von Richard Owen nachfolgend nicht zur Definition der Dinosauria herangezogen wurde, da das seinerzeit bekannte Material recht unvollständig und nach damaligem Kenntnisstand schwer als Dinosaurier zu erkennen war. Heute ist Plateosaurus einer der am besten bekannten Dinosaurier, von dem weit über 100 teils vollständige Skelette in sehr guter Erhaltung gefunden wurden.
Plateosaurus war ein bipeder (zweibeiniger) Pflanzenfresser mit einem kleinen Schädel, der auf einem langen, biegsamen Hals saß, scharfen, aber gedrungenen Zähnen, kräftigen Hinterbeinen und einer starken Greifhand mit vergrößerter Daumenkralle, die möglicherweise bei der Nahrungsbeschaffung oder dem Abwehrverhalten eingesetzt wurde. Ungewöhnlich für einen Dinosaurier ist die bei Plateosaurus stark ausgeprägte Entwicklungsplastizität (englisch: developmental plasticity): Ausgewachsene Individuen waren nicht alle mehr oder minder gleich groß, sondern zwischen 4,8 und 10 m lang und wogen zwischen 600 kg und 4 Tonnen. Die Lebensdauer der meisten Individuen, die bislang untersucht wurden, lag zwischen 12 und 20 Jahren.
Trotz der reichhaltigen Funde und der guten Erhaltung des Materials war das Erscheinungsbild von Plateosaurus lange Zeit umstritten, was zu teilweise einander widersprechenden Rekonstruktionen führte. Einige Forscher entwarfen Hypothesen zur Fortbewegung, Ernährung, Paläobiologie und -ökologie sowie zur Taphonomie der Fundstücke, die nach aktuellem Stand der Forschung in klarem Widerspruch zu den geologischen und paläontologischen Befunden stehen, die sich aus der Skelettanatomie und den Gegebenheiten der Fundstellen ableiten lassen. Seit 1980 wurden die Taxonomie und Taphonomie, seit 2000 die Biomechanik und andere Aspekte der Paläobiologie von Plateosaurus neu untersucht, wodurch sich das Gesamtbild der Gattung grundlegend geändert hat.
Wegen seiner Häufigkeit in Süddeutschland verlieh der Paläontologe Friedrich August Quenstedt Plateosaurus den Spitznamen „schwäbischer Lindwurm“.

## Beschreibung

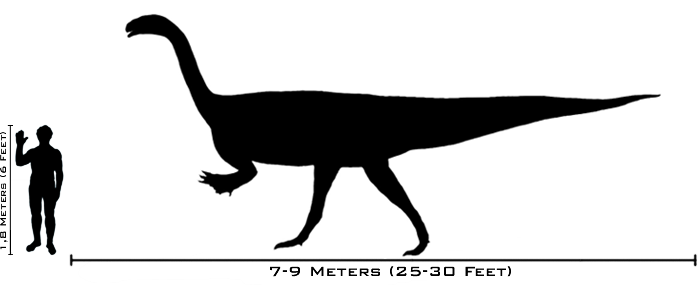
Ein großes Exemplar von P. engelhardti im Größenvergleich mit einem Menschen

Plateosaurus gehört zu einer Gruppe früher pflanzenfressender Echsenbeckendinosaurier, die traditionell als Prosauropoden bezeichnet wurden. Heute sprechen die meisten Forscher statt von „Prosauropoden“ von „basalen Sauropodomorpha“, also Sauropodomorphen, die im Stammbaum unterhalb der Sauropoda stehen. Plateosaurus zeigt einen für zweibeinig laufende Pflanzenfresser typischen Bauplan: ein kleiner Schädel sitzt auf einem langen, biegsamen Hals aus zehn Halswirbeln, der Rumpf ist gedrungen und geht in einen langen, flexiblen Schwanz aus über 40 Wirbeln über. Die Arme von Plateosaurus gehören zu den kürzesten, die bei „Prosauropoden“ vorkamen, waren aber kräftig, und die Hand an das Greifen großer Objekte angepasst. Der Schultergürtel war schmal (in Skelettmontagen und Zeichnungen oft falsch rekonstruiert), mit sich in der Mitte berührenden Schlüsselbeinen, wie sie auch von anderen „Prosauropoden“ bekannt sind. Die Beine waren lang und wurden senkrecht unter dem Körper gehalten, und der Fuß war digitigrad. Plateosaurus war also ein Zehengänger und an zügiges zweibeiniges Laufen angepasst.

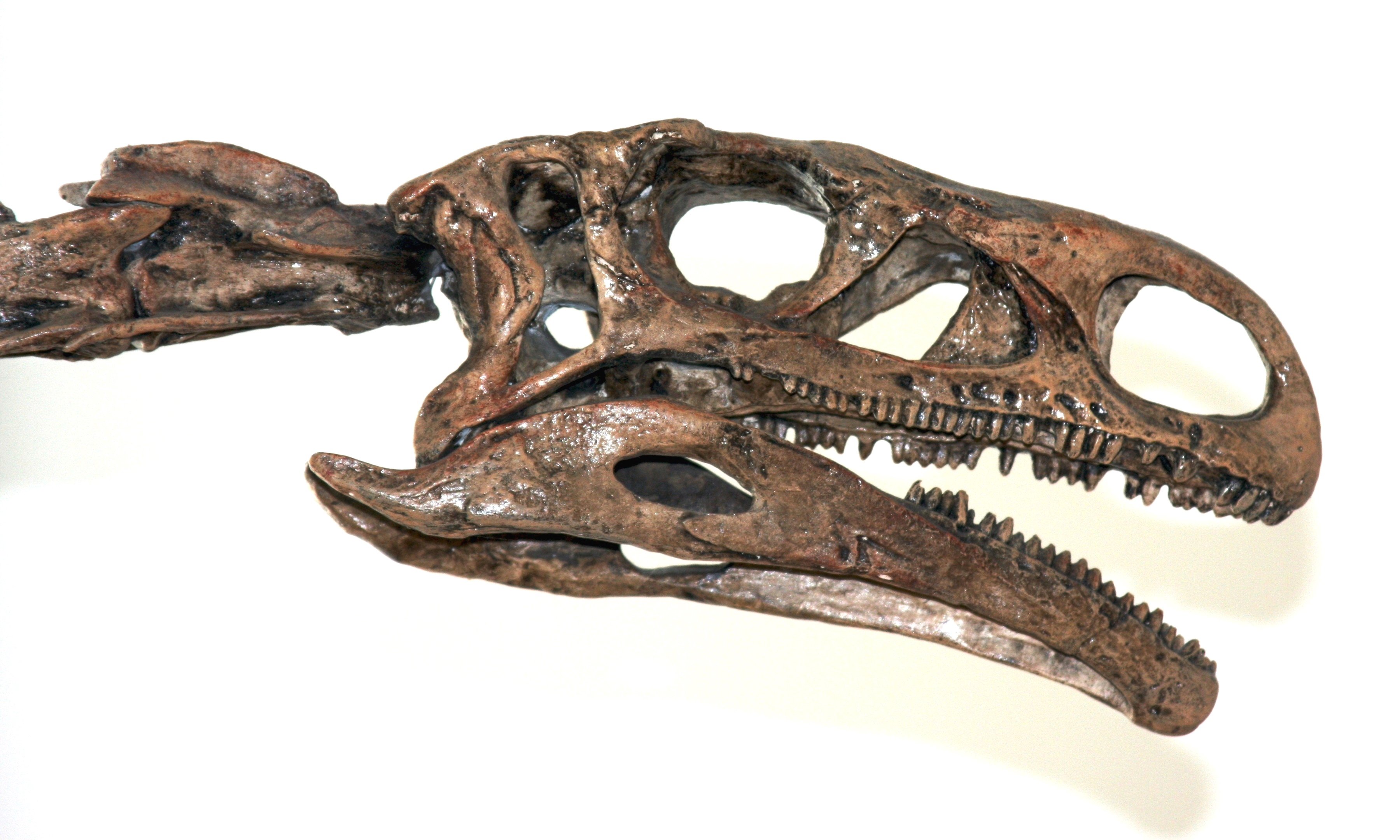
Schädelabguss von P. engelhardti im Royal Ontario Museum

Der Schädel von Plateosaurus war klein und schmal. Die Schnauze war von vielen kleinen, blattförmigen Zähnen besetzt, von denen fünf oder sechs im Prämaxillare (Zwischenkieferbein), 24 bis 30 im Maxillare (Oberkieferknochen) und zwischen 21 und 28 im Unterkiefer standen. Die geriffelt, breit blattförmigen Zahnkronen waren geeignet, Pflanzenmaterial zu zerquetschen. Es ist wahrscheinlich, dass Plateosaurus sich ausschließlich von Pflanzen ernährte. Die Augen waren seitlich gerichtet, nicht nach vorne, so dass eine gute Rundumsicht, nicht aber ein stereoskopisches Sehen gegeben war. Bei einigen Funden sind sklerotische Augenringe erhalten. Solche Ringe aus verknöcherten Platten schützen den Augapfel vor Verletzungen.
Wie für Dinosaurier allgemein üblich, waren die Rumpfrippen von Plateosaurus zweiköpfig, das heißt, sie gabelten sich an ihrem oberen Ende in einen oberen und einen unteren Ast, die jeweils mit einem Gelenkkopf (Capitulum bzw. Tuberculum) versehen waren. Die Gelenkköpfe bildeten mit entsprechenden Gelenkflächen (Diaposphyse bzw. Parapophyse) des jeweiligen Rückenwirbels ein mit mäßigem Spielraum ausgestattetes Scharniergelenk. Das Zusammenspiel aller dieser Gelenke mit der Atemmuskulatur ermöglichte es dem Rippenkorb sich im Atemrhythmus zu weiten und wieder zu verengen. Mithilfe eines computermodellierten Skeletts konnte, unter Berücksichtigung der natürlichen Stellung jedes Wirbels und der daraus folgenden Ausrichtung der Drehachsen der beiden jeweils gelenkenden Rippen, ein Atemzugsvolumen von ca. 20 l für ein Exemplar mit ca. 690 kg Körpergewicht abgeschätzt werden, was einem Wert von 29 ml pro Kilogramm Körpergewicht entspricht. Dieser letztgenannte Wert ist typisch für viele Vögel, zum Beispiel Gänse, und deutlich höher als der Durchschnittswert für Säuger. Daraus lässt sich schließen, dass Plateosaurus vermutlich eine vogelartige Lunge mit unidirektionalem Luftfluss und Ventilation durch Luftsäcke besaß, auch wenn Plateosaurus keine postkraniale Pneumatisierung des Skeletts zeigt (Öffnungen und Hohlräume, die das Vorhandensein von Luftsäcken in den Knochen anzeigen). Zusammen mit Indizien aus dem Aufbau und Wachstum der Knochen deutet dies auf eine Warmblütigkeit von Plateosaurus hin.
Die Typusart von Plateosaurus ist P. engelhardti. Ausgewachsene Individuen dieser Art erreichten eine Körperlänge zwischen 4,8 und 10 Metern und ein Körpergewicht von 600 kg bis zu 4 Tonnen. Die zweite, ältere Art P. gracilis (ehemals Sellosaurus gracilis) war etwas kleiner und erreichte Körperlängen von 4 bis 5 Metern. Über den Schädel dieser Art gibt es keine gesicherten Erkenntnisse, da die Zugehörigkeit eines sehr gut erhaltenen Schädels (Exemplarnummer GPIT 18318a) in der Sammlung des Instituts für Geowissenschaften Tübingen zu P. gracilis fraglich ist.

## Entdeckung und Historie
Der Chemieprofessor Johann Friedrich Philipp Engelhardt entdeckte 1834 einige Wirbel und Beinknochen nahe Heroldsberg bei Nürnberg. Diese überließ er Hermann von Meyer zur Bearbeitung, der sie 1837 als neue Gattung Plateosaurus mit dem Artnamen engelhardti beschrieb. Seitdem sind insgesamt Reste von weit über 100 Individuen von Plateosaurus gefunden worden.
Insgesamt ist an über 50 Fundstellen in Deutschland Material von Plateosaurus gefunden worden, hauptsächlich entlang des Neckars und der Pegnitz, außerdem in der Schweiz und in Frankreich. Drei Fundstellen sind von besonderer Bedeutung, weil hier besonders viel und besonders gut erhaltenes Material gefunden wurde. Zwischen 1910 und 1930 wurden bei Ausgrabungen in einer Tongrube in Halberstadt in Sachsen-Anhalt zwischen 39 und 50 Skelette gefunden, die zum Großteil zu Plateosaurus, aber auch zu Liliensternus und Halticosaurus gehören. Ein Teil des Plateosauriermaterials wurde von Otto Jaekel zu P. longiceps gestellt, einer Art, die heute als jüngeres Synonym von P. engelhardti und somit als ungültig angesehen wird. Der Großteil des Materials ging an das Museum für Naturkunde in Berlin, wo große Teile im Zweiten Weltkrieg zerstört wurden. Die Fundstelle in Halberstadt ist heute mit einem Wohngebiet überbaut.

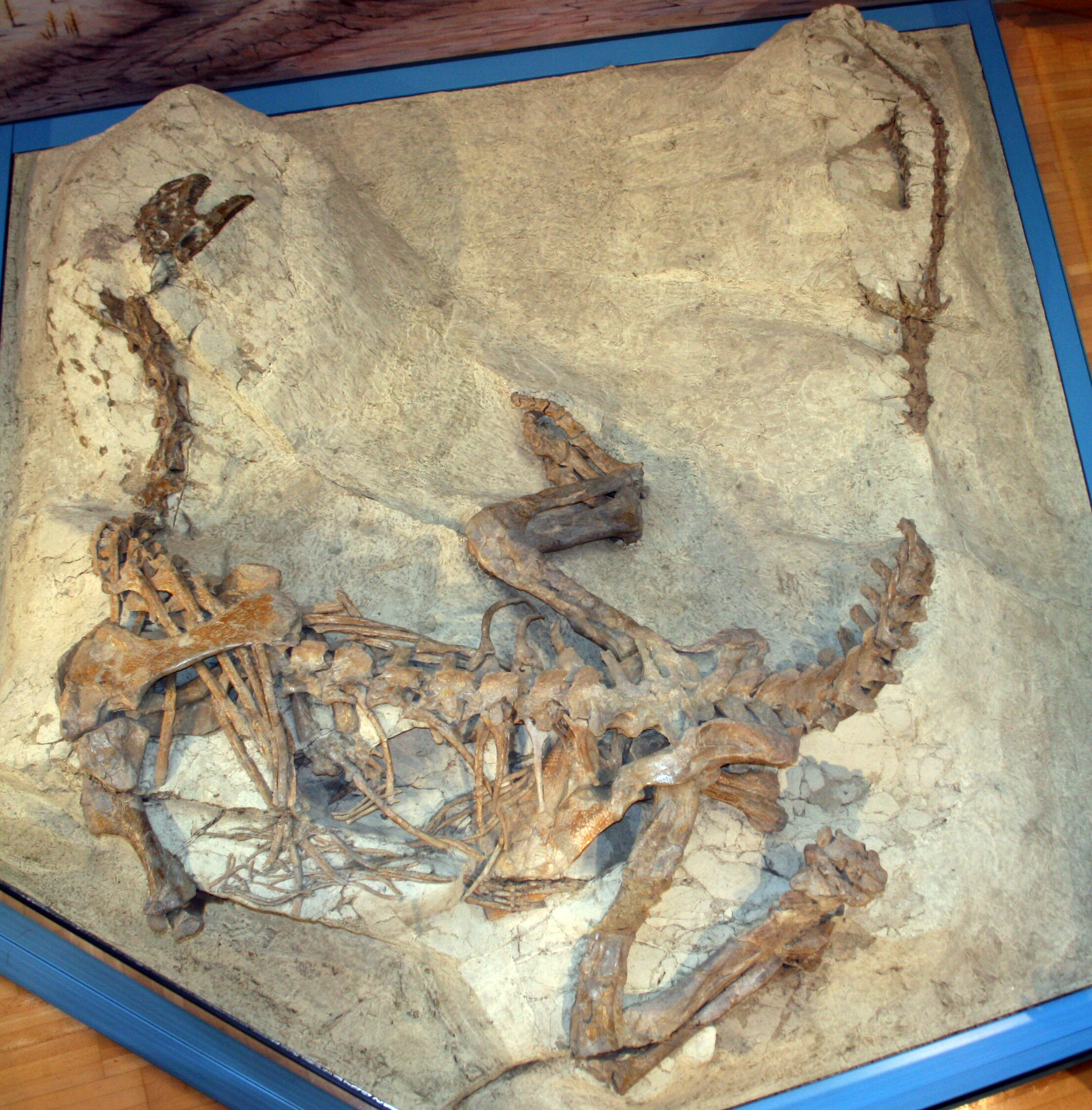
P. engelhardti Exemplarnummer MSF 23 im Sauriermuseum Frick, das bisher vollständigste aus der Tongrube Frick stammende Plateosaurus-Skelett.

An der zweiten reichhaltigen Fundstelle von Plateosaurus in Deutschland, einem Steinbruch in Trossingen, zwischen Schwarzwald und Schwäbischer Alb, wurden Anfang des 20. Jahrhunderts von Kindern Knochen entdeckt und ihrem Lehrer übergeben. Dieser verständigte Eberhard Fraas, Konservator an der Stuttgarter Naturaliensammlung (heute Staatliches Museum für Naturkunde Stuttgart). In drei Grabungen zwischen 1911 und 1932 wurde die Fundstelle erschlossen. Bei Grabungskampagnen unter der Leitung von Fraas (1911–1912), Friedrich von Huene (1921–23), und schließlich Reinhold Seemann (1932) wurden insgesamt 35 vollständige oder großenteils vollständige Skelette von Plateosaurus gefunden, sowie Teile von weiteren ca. 70 Individuen. 2007 begann eine neue Grabung (Stand Oktober 2010).
Die Plateosaurus-Fossilien in der Tongrube Gruhalde der Tonwerke Keller AG in Frick (Schweiz) wurden erstmals 1976 bemerkt. Die Knochen dieser Fundstelle wurden meist bei der Kompaktion und Verfestigung der Tone im Rahmen der Diagenese stark deformiert. Dennoch bietet Frick Skelette, die in Bezug auf Vollständigkeit und Körperhaltung mit denen von Trossingen und Halberstadt vergleichbar sind. 2015 legte ein Grabungsteam in Frick ein acht Meter langes Skelett eines Plateosaurus frei; es handelt sich um das größte je in der Schweiz gefundene Saurierskelett.
Bei einer Erkundungsbohrung im Snorre-Ölfeld in der nördlichen Nordsee wurde 1997 aus 2651 m Tiefe unter dem Meeresspiegel ein Knochen erbohrt, der von den Arbeitern zunächst für ein Pflanzenfossil gehalten wurde. Der Knochen wurde 2003 allerdings als Bruchstück eines Beinknochens von Plateosaurus identifiziert. Funde auf dem grönländischen Festland, die zunächst als zu Plateosaurus gehörig eingestuft wurden, sind mittlerweile einer eigenen Gattung zugeordnet worden.

## Systematische Einordnung und Typusmaterial
Schon in der Ersterwähnung 1837 postulierte von Meyer eine enge Verwandtschaft von Plateosaurus mit den aus England beschriebenen „Saurier“-Gattungen Iguanodon und Megalosaurus. 1845 prägte er die Gruppenbezeichnung „Pachypodes“ für Plateosaurus, Iguanodon, Megalosaurus und Hylaeosaurus, die jedoch aufgrund der Prioritätsregel in Synonymie mit dem bereits 1842 von Owen geprägten Namen „Dinosauria“ fiel.
Plateosaurus ist die Typusgattung der Familie Plateosauridae, der sie ihren Namen gegeben hat. Diese wurde 1895 erstmals von Othniel Charles Marsh innerhalb der Theropoda aufgestellt und 1926 von Huene in die Prosauropoda verlegt; eine Zuordnung, die von den meisten späteren Bearbeitern akzeptiert wurde. Lange Zeit beinhaltete die Familie nur Plateosaurus und seine Synonyme (u. a. Sellosaurus), bis 2004 eine Zugehörigkeit von Unaysaurus vorgeschlagen wurde.
Plateosaurus ist auch der erste wissenschaftlich beschriebene „Prosauropode“. Die Taxonomie der „Prosauropoda“ wird in der wissenschaftlichen Literatur kontrovers diskutiert, und es wird mittlerweile von vielen Forschern angezweifelt, dass sie eine monophyletische Gruppe sind. Stattdessen stellen sie wohl eine Reihe von Abzweigen aus der Stammlinie der Sauropoden dar, weswegen der Begriff in Anführungszeichen verwendet wird. Eine aktuelle Studie von Adam Yates findet Plateosaurus als Schwestertaxon zu Unaysaurus, beide zusammen als Plateosauridae als Schwestergruppe zu Ruehleia, und zusammen mit dieser in den Plateosauria als Schwestergruppe zu einem Taxon das unter anderem Riojasaurus, Massospondylus und die Sauropoda umfasst.
|  | Unaysaurus   |
|  |              |
|  | Plateosaurus |
|  |              |

|                         | Riojasauridae |
|                         | |
|                         | \| \| Massospondylidae \| \| \| \| \| \| Jingshanosaurus \| \| \| \| \| \| Anchisauria (einschließlich Sauropoda) \| \| Vorlage:Klade/Wartung/3 \| \| |
|                         | |
|                         | Massospondylidae |
|                         | |
|                         | Jingshanosaurus |
|                         | |
|                         | Anchisauria (einschließlich Sauropoda) |
| Vorlage:Klade/Wartung/3 | |

|                         | Massospondylidae                       |
|                         |                                        |
|                         | Jingshanosaurus                        |
|                         |                                        |
|                         | Anchisauria (einschließlich Sauropoda) |
| Vorlage:Klade/Wartung/3 |                                        |

|  | Unaysaurus   |
|  |              |
|  | Plateosaurus |
|  |              |

|                         | Riojasauridae |
|                         | |
|                         | \| \| Massospondylidae \| \| \| \| \| \| Jingshanosaurus \| \| \| \| \| \| Anchisauria (einschließlich Sauropoda) \| \| Vorlage:Klade/Wartung/3 \| \| |
|                         | |
|                         | Massospondylidae |
|                         | |
|                         | Jingshanosaurus |
|                         | |
|                         | Anchisauria (einschließlich Sauropoda) |
| Vorlage:Klade/Wartung/3 | |

|                         | Massospondylidae                       |
|                         |                                        |
|                         | Jingshanosaurus                        |
|                         |                                        |
|                         | Anchisauria (einschließlich Sauropoda) |
| Vorlage:Klade/Wartung/3 |                                        |

|  | Unaysaurus   |
|  |              |
|  | Plateosaurus |
|  |              |

|                         | Riojasauridae |
|                         | |
|                         | \| \| Massospondylidae \| \| \| \| \| \| Jingshanosaurus \| \| \| \| \| \| Anchisauria (einschließlich Sauropoda) \| \| Vorlage:Klade/Wartung/3 \| \| |
|                         | |
|                         | Massospondylidae |
|                         | |
|                         | Jingshanosaurus |
|                         | |
|                         | Anchisauria (einschließlich Sauropoda) |
| Vorlage:Klade/Wartung/3 | |

|                         | Massospondylidae                       |
|                         |                                        |
|                         | Jingshanosaurus                        |
|                         |                                        |
|                         | Anchisauria (einschließlich Sauropoda) |
| Vorlage:Klade/Wartung/3 |                                        |

|  | Unaysaurus   |
|  |              |
|  | Plateosaurus |
|  |              |

|                         | Riojasauridae |
|                         | |
|                         | \| \| Massospondylidae \| \| \| \| \| \| Jingshanosaurus \| \| \| \| \| \| Anchisauria (einschließlich Sauropoda) \| \| Vorlage:Klade/Wartung/3 \| \| |
|                         | |
|                         | Massospondylidae |
|                         | |
|                         | Jingshanosaurus |
|                         | |
|                         | Anchisauria (einschließlich Sauropoda) |
| Vorlage:Klade/Wartung/3 | |

|                         | Massospondylidae                       |
|                         |                                        |
|                         | Jingshanosaurus                        |
|                         |                                        |
|                         | Anchisauria (einschließlich Sauropoda) |
| Vorlage:Klade/Wartung/3 |                                        |

|  | Unaysaurus   |
|  |              |
|  | Plateosaurus |
|  |              |

|                         | Riojasauridae |
|                         | |
|                         | \| \| Massospondylidae \| \| \| \| \| \| Jingshanosaurus \| \| \| \| \| \| Anchisauria (einschließlich Sauropoda) \| \| Vorlage:Klade/Wartung/3 \| \| |
|                         | |
|                         | Massospondylidae |
|                         | |
|                         | Jingshanosaurus |
|                         | |
|                         | Anchisauria (einschließlich Sauropoda) |
| Vorlage:Klade/Wartung/3 | |

|                         | Massospondylidae                       |
|                         |                                        |
|                         | Jingshanosaurus                        |
|                         |                                        |
|                         | Anchisauria (einschließlich Sauropoda) |
| Vorlage:Klade/Wartung/3 |                                        |

|  | Unaysaurus   |
|  |              |
|  | Plateosaurus |
|  |              |

|                         | Riojasauridae |
|                         | |
|                         | \| \| Massospondylidae \| \| \| \| \| \| Jingshanosaurus \| \| \| \| \| \| Anchisauria (einschließlich Sauropoda) \| \| Vorlage:Klade/Wartung/3 \| \| |
|                         | |
|                         | Massospondylidae |
|                         | |
|                         | Jingshanosaurus |
|                         | |
|                         | Anchisauria (einschließlich Sauropoda) |
| Vorlage:Klade/Wartung/3 | |

|                         | Massospondylidae                       |
|                         |                                        |
|                         | Jingshanosaurus                        |
|                         |                                        |
|                         | Anchisauria (einschließlich Sauropoda) |
| Vorlage:Klade/Wartung/3 |                                        |

|  | Unaysaurus   |
|  |              |
|  | Plateosaurus |
|  |              |

|                         | Riojasauridae |
|                         | |
|                         | \| \| Massospondylidae \| \| \| \| \| \| Jingshanosaurus \| \| \| \| \| \| Anchisauria (einschließlich Sauropoda) \| \| Vorlage:Klade/Wartung/3 \| \| |
|                         | |
|                         | Massospondylidae |
|                         | |
|                         | Jingshanosaurus |
|                         | |
|                         | Anchisauria (einschließlich Sauropoda) |
| Vorlage:Klade/Wartung/3 | |

|                         | Massospondylidae                       |
|                         |                                        |
|                         | Jingshanosaurus                        |
|                         |                                        |
|                         | Anchisauria (einschließlich Sauropoda) |
| Vorlage:Klade/Wartung/3 |                                        |

|  | Unaysaurus   |
|  |              |
|  | Plateosaurus |
|  |              |

|                         | Riojasauridae |
|                         | |
|                         | \| \| Massospondylidae \| \| \| \| \| \| Jingshanosaurus \| \| \| \| \| \| Anchisauria (einschließlich Sauropoda) \| \| Vorlage:Klade/Wartung/3 \| \| |
|                         | |
|                         | Massospondylidae |
|                         | |
|                         | Jingshanosaurus |
|                         | |
|                         | Anchisauria (einschließlich Sauropoda) |
| Vorlage:Klade/Wartung/3 | |

|                         | Massospondylidae                       |
|                         |                                        |
|                         | Jingshanosaurus                        |
|                         |                                        |
|                         | Anchisauria (einschließlich Sauropoda) |
| Vorlage:Klade/Wartung/3 |                                        |

|  | Unaysaurus   |
|  |              |
|  | Plateosaurus |
|  |              |

|                         | Riojasauridae |
|                         | |
|                         | \| \| Massospondylidae \| \| \| \| \| \| Jingshanosaurus \| \| \| \| \| \| Anchisauria (einschließlich Sauropoda) \| \| Vorlage:Klade/Wartung/3 \| \| |
|                         | |
|                         | Massospondylidae |
|                         | |
|                         | Jingshanosaurus |
|                         | |
|                         | Anchisauria (einschließlich Sauropoda) |
| Vorlage:Klade/Wartung/3 | |

|                         | Massospondylidae                       |
|                         |                                        |
|                         | Jingshanosaurus                        |
|                         |                                        |
|                         | Anchisauria (einschließlich Sauropoda) |
| Vorlage:Klade/Wartung/3 |                                        |

|  | Unaysaurus   |
|  |              |
|  | Plateosaurus |
|  |              |

|                         | Riojasauridae |
|                         | |
|                         | \| \| Massospondylidae \| \| \| \| \| \| Jingshanosaurus \| \| \| \| \| \| Anchisauria (einschließlich Sauropoda) \| \| Vorlage:Klade/Wartung/3 \| \| |
|                         | |
|                         | Massospondylidae |
|                         | |
|                         | Jingshanosaurus |
|                         | |
|                         | Anchisauria (einschließlich Sauropoda) |
| Vorlage:Klade/Wartung/3 | |

|                         | Massospondylidae                       |
|                         |                                        |
|                         | Jingshanosaurus                        |
|                         |                                        |
|                         | Anchisauria (einschließlich Sauropoda) |
| Vorlage:Klade/Wartung/3 |                                        |

|  | Unaysaurus   |
|  |              |
|  | Plateosaurus |
|  |              |

|                         | Riojasauridae |
|                         | |
|                         | \| \| Massospondylidae \| \| \| \| \| \| Jingshanosaurus \| \| \| \| \| \| Anchisauria (einschließlich Sauropoda) \| \| Vorlage:Klade/Wartung/3 \| \| |
|                         | |
|                         | Massospondylidae |
|                         | |
|                         | Jingshanosaurus |
|                         | |
|                         | Anchisauria (einschließlich Sauropoda) |
| Vorlage:Klade/Wartung/3 | |

|                         | Massospondylidae                       |
|                         |                                        |
|                         | Jingshanosaurus                        |
|                         |                                        |
|                         | Anchisauria (einschließlich Sauropoda) |
| Vorlage:Klade/Wartung/3 |                                        |

|  | Unaysaurus   |
|  |              |
|  | Plateosaurus |
|  |              |

|                         | Riojasauridae |
|                         | |
|                         | \| \| Massospondylidae \| \| \| \| \| \| Jingshanosaurus \| \| \| \| \| \| Anchisauria (einschließlich Sauropoda) \| \| Vorlage:Klade/Wartung/3 \| \| |
|                         | |
|                         | Massospondylidae |
|                         | |
|                         | Jingshanosaurus |
|                         | |
|                         | Anchisauria (einschließlich Sauropoda) |
| Vorlage:Klade/Wartung/3 | |

|                         | Massospondylidae                       |
|                         |                                        |
|                         | Jingshanosaurus                        |
|                         |                                        |
|                         | Anchisauria (einschließlich Sauropoda) |
| Vorlage:Klade/Wartung/3 |                                        |

|  | Unaysaurus   |
|  |              |
|  | Plateosaurus |
|  |              |

|                         | Riojasauridae |
|                         | |
|                         | \| \| Massospondylidae \| \| \| \| \| \| Jingshanosaurus \| \| \| \| \| \| Anchisauria (einschließlich Sauropoda) \| \| Vorlage:Klade/Wartung/3 \| \| |
|                         | |
|                         | Massospondylidae |
|                         | |
|                         | Jingshanosaurus |
|                         | |
|                         | Anchisauria (einschließlich Sauropoda) |
| Vorlage:Klade/Wartung/3 | |

|                         | Massospondylidae                       |
|                         |                                        |
|                         | Jingshanosaurus                        |
|                         |                                        |
|                         | Anchisauria (einschließlich Sauropoda) |
| Vorlage:Klade/Wartung/3 |                                        |

|  | Unaysaurus   |
|  |              |
|  | Plateosaurus |
|  |              |

|                         | Riojasauridae |
|                         | |
|                         | \| \| Massospondylidae \| \| \| \| \| \| Jingshanosaurus \| \| \| \| \| \| Anchisauria (einschließlich Sauropoda) \| \| Vorlage:Klade/Wartung/3 \| \| |
|                         | |
|                         | Massospondylidae |
|                         | |
|                         | Jingshanosaurus |
|                         | |
|                         | Anchisauria (einschließlich Sauropoda) |
| Vorlage:Klade/Wartung/3 | |

|                         | Massospondylidae                       |
|                         |                                        |
|                         | Jingshanosaurus                        |
|                         |                                        |
|                         | Anchisauria (einschließlich Sauropoda) |
| Vorlage:Klade/Wartung/3 |                                        |

|  | Unaysaurus   |
|  |              |
|  | Plateosaurus |
|  |              |

|                         | Riojasauridae |
|                         | |
|                         | \| \| Massospondylidae \| \| \| \| \| \| Jingshanosaurus \| \| \| \| \| \| Anchisauria (einschließlich Sauropoda) \| \| Vorlage:Klade/Wartung/3 \| \| |
|                         | |
|                         | Massospondylidae |
|                         | |
|                         | Jingshanosaurus |
|                         | |
|                         | Anchisauria (einschließlich Sauropoda) |
| Vorlage:Klade/Wartung/3 | |

|                         | Massospondylidae                       |
|                         |                                        |
|                         | Jingshanosaurus                        |
|                         |                                        |
|                         | Anchisauria (einschließlich Sauropoda) |
| Vorlage:Klade/Wartung/3 |                                        |

|  | Unaysaurus   |
|  |              |
|  | Plateosaurus |
|  |              |

|                         | Riojasauridae |
|                         | |
|                         | \| \| Massospondylidae \| \| \| \| \| \| Jingshanosaurus \| \| \| \| \| \| Anchisauria (einschließlich Sauropoda) \| \| Vorlage:Klade/Wartung/3 \| \| |
|                         | |
|                         | Massospondylidae |
|                         | |
|                         | Jingshanosaurus |
|                         | |
|                         | Anchisauria (einschließlich Sauropoda) |
| Vorlage:Klade/Wartung/3 | |

|                         | Massospondylidae                       |
|                         |                                        |
|                         | Jingshanosaurus                        |
|                         |                                        |
|                         | Anchisauria (einschließlich Sauropoda) |
| Vorlage:Klade/Wartung/3 |                                        |

|  | Unaysaurus   |
|  |              |
|  | Plateosaurus |
|  |              |

|                         | Riojasauridae |
|                         | |
|                         | \| \| Massospondylidae \| \| \| \| \| \| Jingshanosaurus \| \| \| \| \| \| Anchisauria (einschließlich Sauropoda) \| \| Vorlage:Klade/Wartung/3 \| \| |
|                         | |
|                         | Massospondylidae |
|                         | |
|                         | Jingshanosaurus |
|                         | |
|                         | Anchisauria (einschließlich Sauropoda) |
| Vorlage:Klade/Wartung/3 | |

|                         | Massospondylidae                       |
|                         |                                        |
|                         | Jingshanosaurus                        |
|                         |                                        |
|                         | Anchisauria (einschließlich Sauropoda) |
| Vorlage:Klade/Wartung/3 |                                        |

|  | Unaysaurus   |
|  |              |
|  | Plateosaurus |
|  |              |

|                         | Riojasauridae |
|                         | |
|                         | \| \| Massospondylidae \| \| \| \| \| \| Jingshanosaurus \| \| \| \| \| \| Anchisauria (einschließlich Sauropoda) \| \| Vorlage:Klade/Wartung/3 \| \| |
|                         | |
|                         | Massospondylidae |
|                         | |
|                         | Jingshanosaurus |
|                         | |
|                         | Anchisauria (einschließlich Sauropoda) |
| Vorlage:Klade/Wartung/3 | |

|                         | Massospondylidae                       |
|                         |                                        |
|                         | Jingshanosaurus                        |
|                         |                                        |
|                         | Anchisauria (einschließlich Sauropoda) |
| Vorlage:Klade/Wartung/3 |                                        |

|  | Unaysaurus   |
|  |              |
|  | Plateosaurus |
|  |              |

|                         | Riojasauridae |
|                         | |
|                         | \| \| Massospondylidae \| \| \| \| \| \| Jingshanosaurus \| \| \| \| \| \| Anchisauria (einschließlich Sauropoda) \| \| Vorlage:Klade/Wartung/3 \| \| |
|                         | |
|                         | Massospondylidae |
|                         | |
|                         | Jingshanosaurus |
|                         | |
|                         | Anchisauria (einschließlich Sauropoda) |
| Vorlage:Klade/Wartung/3 | |

|                         | Massospondylidae                       |
|                         |                                        |
|                         | Jingshanosaurus                        |
|                         |                                        |
|                         | Anchisauria (einschließlich Sauropoda) |
| Vorlage:Klade/Wartung/3 |                                        |

|  | Unaysaurus   |
|  |              |
|  | Plateosaurus |
|  |              |

|                         | Riojasauridae |
|                         | |
|                         | \| \| Massospondylidae \| \| \| \| \| \| Jingshanosaurus \| \| \| \| \| \| Anchisauria (einschließlich Sauropoda) \| \| Vorlage:Klade/Wartung/3 \| \| |
|                         | |
|                         | Massospondylidae |
|                         | |
|                         | Jingshanosaurus |
|                         | |
|                         | Anchisauria (einschließlich Sauropoda) |
| Vorlage:Klade/Wartung/3 | |

|                         | Massospondylidae                       |
|                         |                                        |
|                         | Jingshanosaurus                        |
|                         |                                        |
|                         | Anchisauria (einschließlich Sauropoda) |
| Vorlage:Klade/Wartung/3 |                                        |

|  | Unaysaurus   |
|  |              |
|  | Plateosaurus |
|  |              |

|                         | Riojasauridae |
|                         | |
|                         | \| \| Massospondylidae \| \| \| \| \| \| Jingshanosaurus \| \| \| \| \| \| Anchisauria (einschließlich Sauropoda) \| \| Vorlage:Klade/Wartung/3 \| \| |
|                         | |
|                         | Massospondylidae |
|                         | |
|                         | Jingshanosaurus |
|                         | |
|                         | Anchisauria (einschließlich Sauropoda) |
| Vorlage:Klade/Wartung/3 | |

|                         | Massospondylidae                       |
|                         |                                        |
|                         | Jingshanosaurus                        |
|                         |                                        |
|                         | Anchisauria (einschließlich Sauropoda) |
| Vorlage:Klade/Wartung/3 |                                        |

|  | Unaysaurus   |
|  |              |
|  | Plateosaurus |
|  |              |

|                         | Riojasauridae |
|                         | |
|                         | \| \| Massospondylidae \| \| \| \| \| \| Jingshanosaurus \| \| \| \| \| \| Anchisauria (einschließlich Sauropoda) \| \| Vorlage:Klade/Wartung/3 \| \| |
|                         | |
|                         | Massospondylidae |
|                         | |
|                         | Jingshanosaurus |
|                         | |
|                         | Anchisauria (einschließlich Sauropoda) |
| Vorlage:Klade/Wartung/3 | |

|                         | Massospondylidae                       |
|                         |                                        |
|                         | Jingshanosaurus                        |
|                         |                                        |
|                         | Anchisauria (einschließlich Sauropoda) |
| Vorlage:Klade/Wartung/3 |                                        |

|  | Unaysaurus   |
|  |              |
|  | Plateosaurus |
|  |              |

|                         | Riojasauridae |
|                         | |
|                         | \| \| Massospondylidae \| \| \| \| \| \| Jingshanosaurus \| \| \| \| \| \| Anchisauria (einschließlich Sauropoda) \| \| Vorlage:Klade/Wartung/3 \| \| |
|                         | |
|                         | Massospondylidae |
|                         | |
|                         | Jingshanosaurus |
|                         | |
|                         | Anchisauria (einschließlich Sauropoda) |
| Vorlage:Klade/Wartung/3 | |

|                         | Massospondylidae                       |
|                         |                                        |
|                         | Jingshanosaurus                        |
|                         |                                        |
|                         | Anchisauria (einschließlich Sauropoda) |
| Vorlage:Klade/Wartung/3 |                                        |

|  | Unaysaurus   |
|  |              |
|  | Plateosaurus |
|  |              |

|                         | Riojasauridae |
|                         | |
|                         | \| \| Massospondylidae \| \| \| \| \| \| Jingshanosaurus \| \| \| \| \| \| Anchisauria (einschließlich Sauropoda) \| \| Vorlage:Klade/Wartung/3 \| \| |
|                         | |
|                         | Massospondylidae |
|                         | |
|                         | Jingshanosaurus |
|                         | |
|                         | Anchisauria (einschließlich Sauropoda) |
| Vorlage:Klade/Wartung/3 | |

|                         | Massospondylidae                       |
|                         |                                        |
|                         | Jingshanosaurus                        |
|                         |                                        |
|                         | Anchisauria (einschließlich Sauropoda) |
| Vorlage:Klade/Wartung/3 |                                        |

|  | Unaysaurus   |
|  |              |
|  | Plateosaurus |
|  |              |

|                         | Riojasauridae |
|                         | |
|                         | \| \| Massospondylidae \| \| \| \| \| \| Jingshanosaurus \| \| \| \| \| \| Anchisauria (einschließlich Sauropoda) \| \| Vorlage:Klade/Wartung/3 \| \| |
|                         | |
|                         | Massospondylidae |
|                         | |
|                         | Jingshanosaurus |
|                         | |
|                         | Anchisauria (einschließlich Sauropoda) |
| Vorlage:Klade/Wartung/3 | |

|                         | Massospondylidae                       |
|                         |                                        |
|                         | Jingshanosaurus                        |
|                         |                                        |
|                         | Anchisauria (einschließlich Sauropoda) |
| Vorlage:Klade/Wartung/3 |                                        |

|  | Unaysaurus   |
|  |              |
|  | Plateosaurus |
|  |              |

|                         | Riojasauridae |
|                         | |
|                         | \| \| Massospondylidae \| \| \| \| \| \| Jingshanosaurus \| \| \| \| \| \| Anchisauria (einschließlich Sauropoda) \| \| Vorlage:Klade/Wartung/3 \| \| |
|                         | |
|                         | Massospondylidae |
|                         | |
|                         | Jingshanosaurus |
|                         | |
|                         | Anchisauria (einschließlich Sauropoda) |
| Vorlage:Klade/Wartung/3 | |

|                         | Massospondylidae                       |
|                         |                                        |
|                         | Jingshanosaurus                        |
|                         |                                        |
|                         | Anchisauria (einschließlich Sauropoda) |
| Vorlage:Klade/Wartung/3 |                                        |

|  | Unaysaurus   |
|  |              |
|  | Plateosaurus |
|  |              |

|                         | Riojasauridae |
|                         | |
|                         | \| \| Massospondylidae \| \| \| \| \| \| Jingshanosaurus \| \| \| \| \| \| Anchisauria (einschließlich Sauropoda) \| \| Vorlage:Klade/Wartung/3 \| \| |
|                         | |
|                         | Massospondylidae |
|                         | |
|                         | Jingshanosaurus |
|                         | |
|                         | Anchisauria (einschließlich Sauropoda) |
| Vorlage:Klade/Wartung/3 | |

|                         | Massospondylidae                       |
|                         |                                        |
|                         | Jingshanosaurus                        |
|                         |                                        |
|                         | Anchisauria (einschließlich Sauropoda) |
| Vorlage:Klade/Wartung/3 |                                        |

|  | Unaysaurus   |
|  |              |
|  | Plateosaurus |
|  |              |

|                         | Riojasauridae |
|                         | |
|                         | \| \| Massospondylidae \| \| \| \| \| \| Jingshanosaurus \| \| \| \| \| \| Anchisauria (einschließlich Sauropoda) \| \| Vorlage:Klade/Wartung/3 \| \| |
|                         | |
|                         | Massospondylidae |
|                         | |
|                         | Jingshanosaurus |
|                         | |
|                         | Anchisauria (einschließlich Sauropoda) |
| Vorlage:Klade/Wartung/3 | |

|                         | Massospondylidae                       |
|                         |                                        |
|                         | Jingshanosaurus                        |
|                         |                                        |
|                         | Anchisauria (einschließlich Sauropoda) |
| Vorlage:Klade/Wartung/3 |                                        |

|  | Unaysaurus   |
|  |              |
|  | Plateosaurus |
|  |              |

|                         | Riojasauridae |
|                         | |
|                         | \| \| Massospondylidae \| \| \| \| \| \| Jingshanosaurus \| \| \| \| \| \| Anchisauria (einschließlich Sauropoda) \| \| Vorlage:Klade/Wartung/3 \| \| |
|                         | |
|                         | Massospondylidae |
|                         | |
|                         | Jingshanosaurus |
|                         | |
|                         | Anchisauria (einschließlich Sauropoda) |
| Vorlage:Klade/Wartung/3 | |

|                         | Massospondylidae                       |
|                         |                                        |
|                         | Jingshanosaurus                        |
|                         |                                        |
|                         | Anchisauria (einschließlich Sauropoda) |
| Vorlage:Klade/Wartung/3 |                                        |

|  | Unaysaurus   |
|  |              |
|  | Plateosaurus |
|  |              |

|                         | Riojasauridae |
|                         | |
|                         | \| \| Massospondylidae \| \| \| \| \| \| Jingshanosaurus \| \| \| \| \| \| Anchisauria (einschließlich Sauropoda) \| \| Vorlage:Klade/Wartung/3 \| \| |
|                         | |
|                         | Massospondylidae |
|                         | |
|                         | Jingshanosaurus |
|                         | |
|                         | Anchisauria (einschließlich Sauropoda) |
| Vorlage:Klade/Wartung/3 | |

|                         | Massospondylidae                       |
|                         |                                        |
|                         | Jingshanosaurus                        |
|                         |                                        |
|                         | Anchisauria (einschließlich Sauropoda) |
| Vorlage:Klade/Wartung/3 |                                        |

|  | Unaysaurus   |
|  |              |
|  | Plateosaurus |
|  |              |

|                         | Riojasauridae |
|                         | |
|                         | \| \| Massospondylidae \| \| \| \| \| \| Jingshanosaurus \| \| \| \| \| \| Anchisauria (einschließlich Sauropoda) \| \| Vorlage:Klade/Wartung/3 \| \| |
|                         | |
|                         | Massospondylidae |
|                         | |
|                         | Jingshanosaurus |
|                         | |
|                         | Anchisauria (einschließlich Sauropoda) |
| Vorlage:Klade/Wartung/3 | |

|                         | Massospondylidae                       |
|                         |                                        |
|                         | Jingshanosaurus                        |
|                         |                                        |
|                         | Anchisauria (einschließlich Sauropoda) |
| Vorlage:Klade/Wartung/3 |                                        |

|  | Unaysaurus   |
|  |              |
|  | Plateosaurus |
|  |              |

|                         | Riojasauridae |
|                         | |
|                         | \| \| Massospondylidae \| \| \| \| \| \| Jingshanosaurus \| \| \| \| \| \| Anchisauria (einschließlich Sauropoda) \| \| Vorlage:Klade/Wartung/3 \| \| |
|                         | |
|                         | Massospondylidae |
|                         | |
|                         | Jingshanosaurus |
|                         | |
|                         | Anchisauria (einschließlich Sauropoda) |
| Vorlage:Klade/Wartung/3 | |

|                         | Massospondylidae                       |
|                         |                                        |
|                         | Jingshanosaurus                        |
|                         |                                        |
|                         | Anchisauria (einschließlich Sauropoda) |
| Vorlage:Klade/Wartung/3 |                                        |

(Der Begriff „Prosauropoda“ wird heute meist für alle Taxa von Efraasia bis zu den Sauropoda verwendet, allerdings besteht bei einigen Taxa keine klare Einigkeit, ob sie Sauropoden oder eher hochentwickelte „Prosauropoden“ sind. Oft wird auch der Begriff „basale Sauropodomorpha“ verwendet, der aber wegen der teils stark abgeleiteten Merkmale von u. a. Plateosaurus nicht allgemeine Akzeptanz findet. Auch innerhalb des Stammbaums werden stark unterschiedliche Beziehungen vorgeschlagen. Der obige Stammbaum ist also nur als Beispiel für mögliche Verwandtschaftsverhältnisse zu sehen.)
Die Typenserie von Plateosaurus engelhardti bestand aus „ungefähr 45 Knochen“, von denen jedoch fast die Hälfte verloren gegangen sind. Das restliche Material wird am Institut für Paläontologie der Universität Erlangen-Nürnberg aufbewahrt. Aus dieser Serie wählte Markus Moser ein unvollständiges Sakrum als Lectotypus. Die Typuslokalität ist nicht genau bekannt, aber Moser kam aufgrund der alten Literatur und der Knochenfärbung und -erhaltung zu dem Schluss, dass das Material vom Buchenbühl, etwa 2 km südlich von Heroldsberg nahe Nürnberg in Bayern stammt.
Der Holotyp von Plateosaurus gracilis, ein unvollständiges Skelett ohne Kopf aus dem Stuttgarter Stadtteil Heslach, wird am Staatlichen Museum für Naturkunde Stuttgart aufbewahrt.

### Etymologie
Die Ableitung des Namens „Plateosaurus“ ist nicht einwandfrei zu klären. Wie von Markus Moser ausführlich dargelegt, enthält die Erstbeschreibung durch von Meyer keine Angaben. Eine ganze Anzahl von Interpretationen sind vorgeschlagen worden, die erste davon von Agassiz. Dieser gab Altgriechisch platy (sic)/πλάτη (Paddel, Ruder; Agassiz übersetzte dies Lateinisch pala = Spaten) an, sowie sauros/σαῦρος (Echse, Eidechse). Konsequent änderte er den Namen in Platysaurus, was er vermutlich vom Griechischen platys/πλατύς (breit, flach, breitschultrig) ableitete. Dieser Name stellt ein jüngeres und somit ungültiges Synonym dar. Spätere Autoren kopierten diese Ableitung, so dass Plateosaurus oft als „Breite Echse“ oder „Flache Echse“ übersetzt wird. Dabei wird oft behauptet, dass sich platys/πλατύς auf die seitlich abgeflachten Zähne von Plateosaurus beziehen soll. Dies ist aber nicht möglich, da bei der Erstbeschreibung gar keine Zähne vorlagen. Moser schlägt daher als wahrscheinlichen Stamm Altgriechisch plateia/πλατεία (breiter Weg) vor, was besser zum Stamm von Plateosaurus passt, der klar „plate“- und nicht „platy“- lautet. Daher sollte Plateosaurus als „Breitwegechse“ übersetzt werden.

## Arten vonPlateosaurus

### Gültige Arten

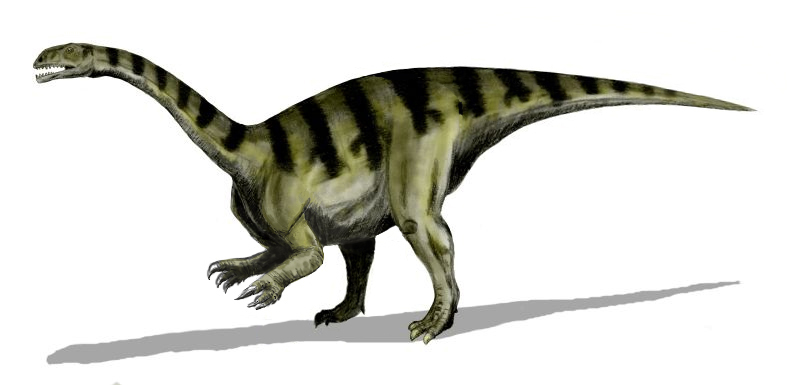
Lebendrekonstruktion von P. gracilis, früher als Sellosaurus bekannt

Die Geschichte der Taxonomie von Plateosaurus ist komplex und verwirrend. Nach dem Stand von 2009 werden nur zwei Arten als gültig anerkannt, die Typusart P. engelhardti und die etwas ältere Art P. gracilis, die vormals in einer selbstständigen Gattung als Sellosaurus gracilis geführt wurde. Peter Galton zeigte, dass alles Schädelmaterial aus Trossingen, Halberstadt und Frick zu einer Art gehört. Markus Mosers detaillierte Untersuchung nahezu allen plateosauriden Materials aus Deutschland und der Schweiz ergab, dass alles bisher zu Plateosaurus und der Großteil des zu anderen plateosauriden Gattungen gestellten Materials aus dem Keuper zur gleichen Art gehört, wie das Typusmaterial (d. h. zu P. engelhardti). Moser stellte die Eigenständigkeit von Sellosaurus als Gattung in Frage, äußerte sich jedoch nicht dazu, ob dieses Material eine eigenständige Art in der Gattung Plateosaurus darstellt. Adam Yates von der University of the Witwatersrand legte dar, dass es sich wohl in der Tat bei diesem Material um eine zweite, ältere Art von Plateosaurus handelt, also P. gracilis. Dies hatte von Huene schon 1926 vorgeschlagen.

### Ungültige Arten
Alle Arten von Plateosaurus außer P. gracilis haben sich als jüngere Synonyme der Typusart oder als ungültige Namen erwiesen. Von Huene erstellte für fast jedes einigermaßen vollständige Skelett eine Art oder sogar Gattung, insgesamt drei Arten von Pachysaurus und sieben von Plateosaurus für die Trossinger Funde sowie eine Art von Gresslyosaurus (benannt nach Amanz Gressly) und acht von Plateosaurus aus dem Halberstädter Material. Später synonymisierte er viele dieser Arten, blieb aber ebenso wie Jaekel überzeugt, dass mehr als eine Gattung und auch mehr als eine Art von Plateosaurus an beiden Fundorten vorkam. Systematische Studien durch Galton reduzierten die Anzahl der als gültig angesehenen Gattungen und Arten drastisch. Galton synonymisierte zunächst alles Schädelmaterial,  beschrieb aber Unterschiede zwischen den Syntypen von P. engelhardti und dem Trossinger Material, welches er zu P. longiceps stellte. P. trossingensis, P. fraasianus und P. integer erkannte er als synonym zu P. longiceps. Markus Moser zeigte jedoch, dass P. longiceps selbst ein jüngeres Synonym zu P. engelhardti ist. Darüber hinaus bestanden eine Reihe von Arten in anderen Gattungen für Material, das zu P. engelhardti zählt, darunter Dimodosaurus poligniensis, Gresslyosaurus robustus, Gresslyosaurus torgeri, Pachysaurus ajax, Pachysaurus giganteus, Pachysaurus magnus und Pachysaurus wetzelianus.
Allerdings lagern eine ganze Reihe von „Prosauropoden“-funden aus dem Knollenmergel in Museumssammlungen, meist als Plateosaurus im Katalog geführt, die nicht zur Typusart und eventuell auch nicht in die Gattung Plateosaurus gehören. Teils ist dieses Material nicht diagnostisch verwertbar, anderes ist als nicht zugehörig erkannt, aber nie ausführlich beschrieben und benannt worden.

## Taphonomie
Die Taphonomie der drei großen Plateosaurus-Fundstellen Trossingen, Halberstadt (beide D) und Frick (CH) ist in verschiedener Hinsicht ungewöhnlich: An allen dreien wurden fast monospezifische Ansammlungen gefunden, was heißt, dass fast alle Funde zur selben Art gehören. Ausgefallene Zähne von Theropoden wurden jedoch an allen drei Fundstellen ausgegraben, wie auch die frühe Schildkröte Proganochelys. An allen Fundstellen wurden vollständige und fast vollständige Skelette gefunden, wie auch Teilskelette und Einzelknochen. Die Teilskelette bestehen meist aus Hinterbeinen, der Hüfte und dem gesamten oder Teilen des Schwanzes, partielle Vorderkörper und Hälse sind dagegen selten. Alle Funde stammen von ausgewachsenen oder zumindest fast erwachsenen Tieren; Jungtiere oder gar Schlüpflinge wurden nie gefunden. Diejenigen Funde, die vollständig sind oder aus Hinterbeinen plus anderen Resten bestehen, liegen fast immer „richtig“, d. h. mit dem Bauch nach unten, wie auch die Schildkröten. Außerdem sind sie meist gut artikuliert, und die Hinterbeine sind dreidimensional in gefalteter Haltung positioniert, so dass die Füße oft deutlich tiefer im Sediment liegen als die Hüfte.

### Frühere Deutungen
In der ersten Veröffentlichung über die Plateosaurus-Funde von Trossingen schlug Fraas vor, dass die Tiere im Schlamm stecken geblieben seien, weil nur eine solche Einbettungssituation die Erhaltung des damals einzigen bekannten vollständig artikulierten Skeletts erklären könne. Ähnlich interpretierte Jaekel die Halberstädter Funde als Tiere, die zu tief in Sümpfe gewatet und dort stecken geblieben und ertrunken waren. Teilskelette waren Jaekels Meinung nach durch Wasser in die Fundstelle eingeschwemmt, und standen im klaren Widerspruch zu einer katastrophalen Einbettung einer Herde. Von Huene hingegen interpretierte die Sedimente als äolisch, vom Wind in einer Wüste zusammengetragen, wo die schwächsten Individuen, zum großen Teil subadult (nicht ganz ausgewachsen), den harten Bedingungen zum Opfer fielen und im Schlamm ephemerer Wasserlöcher versanken. Von Huene begründete seine Sichtweise damit, dass der hohe Vollständigkeitsgrad Transport ausschließe, und sah Teilskelette und isolierte Knochen als Folge von Verwitterung und Zertrampeln durch andere Tiere an. Seemann entwickelte ein anderes Szenario, wonach Herden von Plateosauriern sich an großen Wasserlöchern versammelten, wobei einige Herdenmitglieder ins Wasser gedrückt wurden. Leichtere Tiere kamen frei, schwere blieben stecken und starben.
Eine andere Sichtweise, fast ein halbes Jahrhundert später von Weishampel vorgeschlagen, sieht die Funde in den unteren Schichten von Trossingen als eine Herde an, die in einem Schlammstrom umkam, während die Skelette der oberen Schichten über einen längeren Zeitraum zusammengetragen wurden. Weishampel erklärte die ungewöhnliche monospezifische Ansammlung damit, dass Plateosaurus während dieser Zeit sehr häufig war. Diese Theorie wurde in einer populärwissenschaftlichen Veröffentlichung des Instituts und Museums für Geologie und Paläontologie (heute Institut für Geowissenschaften) der Eberhard Karls Universität Tübingen fälschlicherweise Seemann zugeschrieben und ist seitdem zur Standarderklärung auf den meisten Internetseiten, in Kinderbüchern und anderen populären Darstellungen geworden. Reiber schlug ein komplizierteres Szenario vor, bei dem die Tiere verdursteten und die Kadaver später von Schlammströmen zusammengeschwemmt wurden.

### Heutige Interpretation
Eine ausführliche Neuuntersuchung der Taphonomie durch Martin Sander ergab, dass die erstmals von Fraas vorgeschlagene „Im-Schlamm-versunken“-Hypothese am wahrscheinlichsten ist: Tiere oberhalb eines gewissen Gewichts sanken in den Schlamm ein, der durch das Gestrampel bei ihren Befreiungsversuchen weiter verflüssigt wurde. Das Fraas-Sander’sche Szenario ist das einzige, das alle taphonomischen Beobachtungen schlüssig erklärt. Die Vollständigkeit der einzelnen Funde wurde nicht vom Transport beeinflusst, was daran zu erkennen ist, dass es keine Anzeichen für einen solchen gibt, sondern davon, inwieweit Aasfresser an den Kadavern gefressen haben. Jungtiere von Plateosaurus und andere Pflanzenfresser waren zu leicht, um einzusinken, oder konnten sich befreien, und sind somit unter den in Trossingen fossil überlieferten Tieren nicht vertreten. Ähnlich blieben Theropoden, die von den verendeten Plateosauriern fraßen, nicht im Schlamm stecken, weil ihr Gesamtgewicht geringer war und auf eine proportional größere Fußfläche verteilt wurde. Es gibt keine Anzeichen für ein Auftreten von Plateosaurus in Herden (sowie auch keines dagegen) oder eine durch ein Einzelereignis hervorgerufene Akkumulation („Zusammenspülung“) von zuvor anderswo vereinzelt verstorbenen Tieren.

## Paläobiologie

### Haltung und Fortbewegung

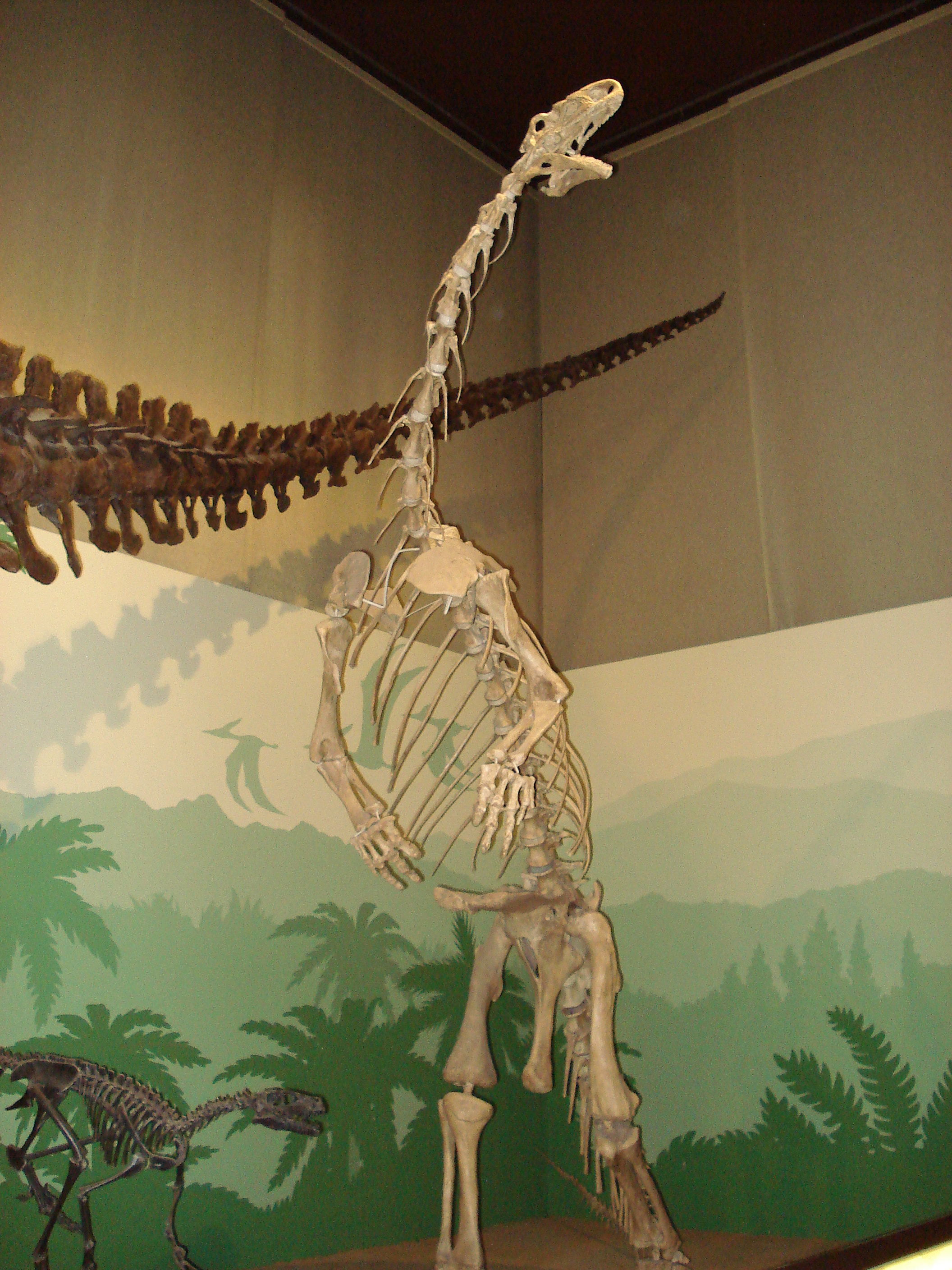
Abguss eines P. engelhardti-Skeletts in der heute als korrekt angesehenen bipeden Haltung, im Museo di Storia Naturale in Mailand

Im Laufe der Zeit wurde in der Fachliteratur beinahe jede denkbare Körperhaltung für Plateosaurus vorgeschlagen. Von Huene nahm für die von ihm in Trossingen ausgegrabenen Tiere digitigrade Bipedie mit unter dem Körper (also vertikal) stehenden Hinterbeinen an, wobei der Rumpf zumindest beim schnellen Rennen steil aufgerichtet sein sollte. Im Gegensatz dazu schloss der Bearbeiter des Halberstädter Materials, Otto Jaekel, zunächst auf eine eidechsenähnliche Fortbewegung, also vierbeiniges, plantigrades Laufen im Spreizgang mit starker seitlicher Beugung des Körpers. Nur ein Jahr später jedoch favorisierte Jaekel ein schwerfälliges, känguruartiges Hopsen, eine Sinneswandlung, für die er vom Zoologen Gustav Tornier verspottet wurde, der die Form der Gelenkflächen in der Hüfte als typisch reptilisch ansah. Auch Eberhard Fraas, der die ersten Grabungen in Trossingen leitete, sprach sich für eine reptilienartige Haltung aus. Eine weitere Publikation zu diesem Thema stammt von Müller-Stoll, der eine Reihe von Merkmalen auflistete, die für eine parasagittale (von vorn gesehen senkrechte) Beinhaltung notwendig sind, Plateosaurus jedoch angeblich fehlen, so dass nur ein Kriechgang möglich sei. Diese Merkmale sind jedoch bei Plateosaurus sehr wohl vorhanden.
Ab 1980 führten ein besseres Verständnis der Biomechanik von Dinosauriern im Allgemeinen und insbesondere Studien der Widerstandskraft gegen Biegung im Rücken und der Struktur des Beckens von Plateosaurus durch Andreas Christian und Holger Preuschoft dazu, dass eine parasagittale, zehengängerische Beinstellung und eine mehr oder weniger waagerechte Stellung des Rückens allgemein akzeptiert wurden. Viele Forscher waren der Meinung, dass Plateosaurus sich sowohl biped (schnell) wie quadruped (langsam) fortbewegen konnte, während Peter Wellnhofer wegen einer starken Abwärtskrümmung des Schwanzes darauf schloss, dass eine bipede Fortbewegung unmöglich sei. Allerdings zeigte Moser, dass der Schwanz in Wirklichkeit gerade verlief.
Diese beinahe universelle Meinung, nach der Plateosaurus einen Übergang zwischen ursprünglichen zweibeinigen Dinosauriern und den obligat quadrupeden (ausschließlich vierbeinigen) Sauropoden darstellte, wurde 2007 von einer detaillierten Studie widerlegt, in der Bonnan und Senter zeigten, dass Plateosaurus  nicht die Fähigkeit besaß, seine Hand zu pronieren (mit der Handfläche nach unten zu drehen). Die pronierte Position einiger Skelettaufbauten in Museen wird durch einen anatomisch unmöglichen Austausch der Positionen von Radius und Ulna (Speiche und Elle) im Ellenbogen erzeugt. Dies bedeutet, dass Plateosaurus obligat biped war (d. h., ausschließlich auf zwei Beinen lief). Weitere Indizien für eine rein bipede Fortbewegung sind der große Unterschied in der Beinlänge (das Hinterbein ist mehr als doppelt so lang wie das Vorderbein), der stark eingeschränkte Bewegungsraum des Vorderbeins, sowie die Lage des Schwerpunkts über den Füßen.
Plateosaurus zeigt eine Reihe von Anpassungen an ein schnelles Laufen, darunter einen relativ langen Unterschenkel, einen verlängerten Mittelfuß und eine digitigrade Fußstellung. Im Gegensatz zu an das Laufen angepassten Säugetieren sind die Hebelarme der beinstreckenden Muskulatur jedoch kurz, besonders im Knöchel, wo ein nach hinten gerichteter Fortsatz am Calcaneus (Fersenbein) fehlt. Dies bedeutet, dass Plateosaurus vermutlich im Gegensatz zu Säugern keine schnellen Gangarten nutzte, bei denen es eine Flugphase gibt (d. h., für einen kurzen Zeitraum kein Fuß Kontakt zum Boden hat). Plateosaurus konnte also nicht rennen. Stattdessen muss Plateosaurus hohe Geschwindigkeiten durch hohe Schrittfrequenzen bei kleiner Schrittlänge erzielt haben, die durch kräftiges Vor- und Rückziehen des kaum gebeugten Beins erzielt wurden. Dieser Schwerpunkt auf dem Rückziehen, nicht Strecken, des Beins ist typisch für Nichtvogel-Dinosaurier.

### Ernährung

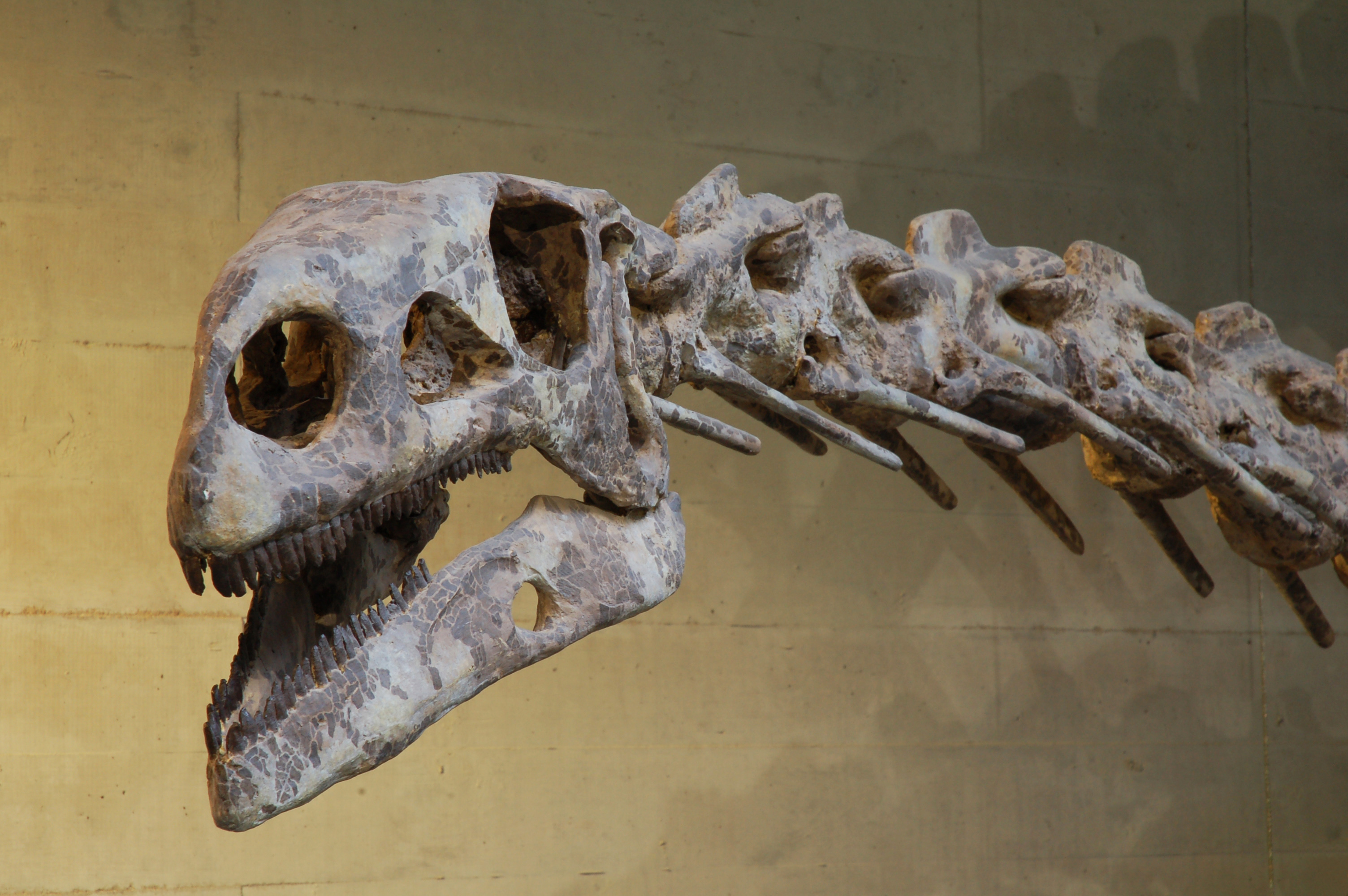
Schädel von P. engelhardti im Naturhistorischen Museum Nürnberg

Eine Reihe wichtiger Merkmale am Schädel der ursprünglichen Sauropodomorpha wie Plateosaurus, wie beispielsweise die Kiefergelenkung, sind pflanzenfressenden Reptilien ähnlicher als fleischfressenden, und die Zahnform gleicht der moderner herbivorer oder allesfressender Leguane. Die größte Breite der Zahnkrone ist größer als die der Wurzel, was zu einer Schnittkante wie der bei heutigen omnivorer oder herbivorer Echsen führt. Die geriffelt, breit blattförmigen Zahnkronen waren geeignet, Pflanzenmaterial zu zerquetschen. Das Kiefergelenk bot der kieferschließenden Muskulatur durch seine tiefe Position einen guten Hebelarm, so dass Plateosaurus einen kräftigen Biss besaß. Zusammenfassend scheint es daher wahrscheinlich, dass Plateosaurus sich ausschließlich von Pflanzen ernährte.
Barrett schlug vor, dass ursprüngliche sauropodomorphe Dinosaurier ihre pflanzliche Ernährung mit dem Greifen kleiner Beute oder dem Verzehr von Aas aufbesserten, diese Spekulation wird vom Fossilbericht weder gestützt noch widerlegt.
Bislang ist kein Fossil von Plateosaurus mit Gastrolithen (Magensteinen) bekannt. Die weit verbreitete Ansicht, dass fast alle großen Dinosaurier, mithin auch Plateosaurus, wegen ihres Unvermögens die Nahrung zu zerkauen, Magensteine zur Verdauung einsetzten, wurde in einer Studie über die Häufigkeit, das Volumen und die Oberflächenstruktur von fossilen vorgeblichen Gastrolithen und denen von Vögeln und Alligatoren widerlegt. Abgesehen von Psittacosauriern, bei denen Magensteine wohl als parallele Neuanpassung vorlagen, scheint die Verwendung von Magensteinen als Verdauungshilfe in der Stammlinie der Vögel entstanden zu sein.

### Wachstum, Stoffwechsel und Lebensdauer
Ähnlich wie bei fast allen anderen bis heute untersuchten Nichtvogel-Dinosauriern wuchs Plateosaurus nach einem Muster, das sich von dem der Säuger und der vogelartigen Dinosaurier unterscheidet. Die eng verwandten Sauropoden, die ein für Dinosaurier typisches Wachstumsmuster zeigten, wuchsen zunächst sehr schnell und setzten ihr Wachstum nach der Geschlechtsreife mit etwas erniedrigter Rate fort. Das Wachstum der Sauropoden war jedoch determinat (begrenzt) – die Tiere erreichten also ein Stadium, in dem sie kaum noch weiterwuchsen. Säuger wachsen ebenfalls sehr schnell, bei ihnen fällt aber die Geschlechtsreife meist mehr oder weniger mit dem Erreichen des Wachstumsstopps zusammen. In beiden Gruppen ist die Endgröße recht konstant. Heutige Echsen zeigen ein sauropodenartiges Wachstumsmuster, mit anfangs schnellerem Wachstum, dann einer Reduktion der Rate etwa ab der Geschlechtsreife, und einem nur noch minimalen Wachstum im Alter. Ihre anfängliche Rate ist jedoch deutlich geringer als die von Säugern, Vögeln und Dinosauriern. Außerdem ist sie starken Schwankungen unterworfen, so dass Individuen gleichen Alters deutlich verschiedene Größen erreichen können und die erreichte Endgröße ebenfalls stark variiert. In heute lebenden Tieren ist dieses Wachstumsmuster mit einer verhaltensgebundenen Thermoregulation und einer niedrigen Stoffwechselrate verbunden (Poikilothermie und Ektothermie) und wird Entwicklungsplastizität (developmental plasticity) genannt.
Plateosaurus folgte einer Wachstumskurve, die der von Sauropoden ähnelt, aber eine variable Wachstumsrate und Endgröße wie bei heutigen Eidechsen und Schlangen zeigte, wohl als Reaktion auf Umweltvariablen wie das Nahrungsangebot. Einige Individuen waren bei Körperlängen von nur 4,8 Metern ausgewachsen, andere erreichten 10 Meter Länge. Die Zellstruktur der Knochen deutet aber auf schnelles Wachstum hin, wie es von Sauropoden und Säugern bekannt ist, was auf Endothermie hindeutet. Somit stellt Plateosaurus wohl ein frühes Stadium in der Entwicklung der Endothermie dar, in dem diese von der Entwicklungsplastizität abgekoppelt war. Diese Hypothese beruht auf einer detaillierten Studie der Langknochen-Histologie von Martin Sander und Nicole Klein. Für eine Endothermie von Plateosaurus spricht auch die wohl vogelartige, von Luftsäcken belüftete Lunge, auf die aus dem Atemzugsvolumen geschlossen werden kann.
Mittels der Knochenhistologie kann auch das Alter eines Individuums abgeschätzt werden. Ähnlich den Jahresringen von Bäumen werden Wachstumsmarken im Knochen als Ausdruck unterschiedlich starken Wachstums im Verlauf eines Jahres angesehen. Die Anzahl der Wachstumsmarken liefert somit Anhaltspunkte für das Mindestalter des entsprechenden Individuums. Allerdings wird mit zunehmendem Alter zunehmend Knochensubstanz wieder resorbiert („aufgelöst“), wodurch ältere Wachstumsmarken verloren gehen, sodass eine nur schwer genau abschätzbare Anzahl an Jahren hinzugerechnet werden muss. Hierbei wird beispielsweise bei Langknochen der dickste noch sichtbare Wachstumsring benutzt, um aus dem Durchmesser der Markhöhle auf die maximal resorbierte Anzahl von Wachstumsmarken zu schließen. Mit dieser Methode wird das Alter des Tieres wahrscheinlich etwas überschätzt.
Sander und Klein fanden auf diese Weise heraus, dass einige Individuen von Plateosaurus schon mit mindestens 12 Jahren ausgewachsen waren, während andere noch mit mindestens 20 Jahren langsam wuchsen. Ein Exemplar muss demnach sogar noch mit mindestens 18 Jahren relativ schnell gewachsen sein. Das Alter der meisten in dieser Hinsicht untersuchten Tiere betrug bei Eintritt des Todes zwischen 12 und 20 Jahren. Das älteste Individuum war etwa 27 Jahre alt. Es ist aber anzunehmen, dass Plateosaurus durchaus ein noch höheres Alter erreichen konnte, da die in Trossingen und Frick fossil überlieferten Tiere, die Gegenstand dieser Analyse waren, nicht an Altersschwäche starben, sondern in einem Sumpf verunglückt waren. Weil Tiere unter 4,8 Meter Körperlänge fehlen, ist es nicht möglich, eine vollständige Wachstumsserie von Plateosaurus zu erstellen oder die Wachstumsraten in den ersten zehn Lebensjahren abzuschätzen.